# The Supremes
Pour les articles homonymes, voir Suprême.
« Supremes » redirige ici.  Pour le film français, voir Suprêmes (film).
The Supremes, plus tard connu sous le nom de Diana Ross and The Supremes, est un groupe de musique féminin américain originaire de Détroit (Michigan), actif de 1959 à 1977.
Figure mythique du label Motown créé par Berry Gordy, The Supremes devient le groupe féminin le plus populaire de l'histoire des États-Unis, ainsi que le groupe féminin ayant vendu le plus de disques au monde derrière les Spice Girls. Le groupe classe 12 titres en tête des charts américains : Where Did Our Love Go, Baby Love, Come See About Me, Stop ! In the Name of Love, Back in My Arms Again, I Hear a Symphony, You Can't Hurry Love, You Keep Me Hangin' On, Love is Here and Now You're Gone, The Happening, Love Child, et Someday We'll Be Together.

## Composition du groupe
Diana Ross (née le 26 mars 1944), Florence Ballard (1943-1976), Mary Wilson (1944-2021) et Betty McGlown (1941-2008) forme en 1958 un quatuor à l’origine. Elles chantent depuis toutes jeunes, dans des immeubles d'un quartier ouvrier du nord-est de Détroit, le Brewster-Douglass Housing Projects (en), où elles sont voisines,,,.
Elles envisagent de faire de leur groupe informel un groupe musical professionnel, se produisant sur scène, sous la houlette de Florence Ballard et sous l'impulsion d'Eddie Kendricks et de Bill Williams, DJ de la radio locale WCHB, pendant que le groupe The Primes (groupe masculin, base des futurs Temptations) exerçait.  Paul Williams et Eddie Kendricks étaient deux membres de cet autre groupe de chanteurs de Detroit connu sous le nom de Primes. Milton Jenkins, le manager des Primes, décide alors de créer une formation jumeau, de jeunes femmes, qui s'appellerait les Primettes.
En 1960, Betty McGlown est remplacée par Barbara Martin (1943-2020),, avant que celle-ci ne s'en aille également en 1962 et que le groupe ne se transforme en trio.

## Historique

### Les débuts à la Motown
Désireuses d'enregistrer, elles réussissent à obtenir une première audition avec Berry Gordy, le directeur de Motown, un label alors local lancé depuis peu. Mais Gordy, estimant que les filles étaient trop jeunes et inexpérimentées pour être des artistes du disque, les encourage à revenir après avoir obtenu leur diplôme d'études secondaires. Grâce à Milton Jenkins, manager des Primes, les Primettes signent chez Lu-Pine, petit label de Détroit. Un single (non classé), Tears of sorrow, est édité en mars 1959, avec Pretty baby en face B. Tears of sorrow est chanté par Diana Ross et Pretty baby par Mary Wilson. Puis, elles enregistrent des chœurs pour les Falcons ou Eddie Floyd, et huit chansons étalées sur une période de six mois. Après la faillite de Lu-Pine, elles font le siège de la firme Tamla-Motown, aidées par Smokey Robinson, un autre chanteur de Détroit ancien voisin de Diana Ross. Elles font des chœurs ou frappent dans leurs mains pendant un an avant de vraiment signer avec le label en janvier 1961.
Elles enregistrent le 1er octobre 1960 un titre réalisé par Smokey Robinson, After all, qui ne sera jamais édité, à l'inverse de I want a guy, enregistré le 15 décembre, et réalisé par Berry Gordy. Lorsque le patron de la Motown, Berry Gordy, signe le groupe en 1961, il lui impose de changer de nom. Florence Ballard choisit The Supremes.
Elles enregistrent en 1961 douze chansons, qui ne seront pas commercialisées sauf certaines plus tard sur des compilations. En mars sort le premier single, I want a guy (face 2 : Never again), suivi en juillet de Buttered popcorn (face 2 : Who's lovin' you), qui ne seront classés ni l'un ni l'autre. Butterd popcorn est chanté par Florence Ballard, ce qui est unique au milieu des autres chansons toutes chantées par Diana Ross. Ces deux singles seront sortis sur le label Tamla, filiale de Motown, avant que les suivants ne le soient vraiment sur le label Motown.

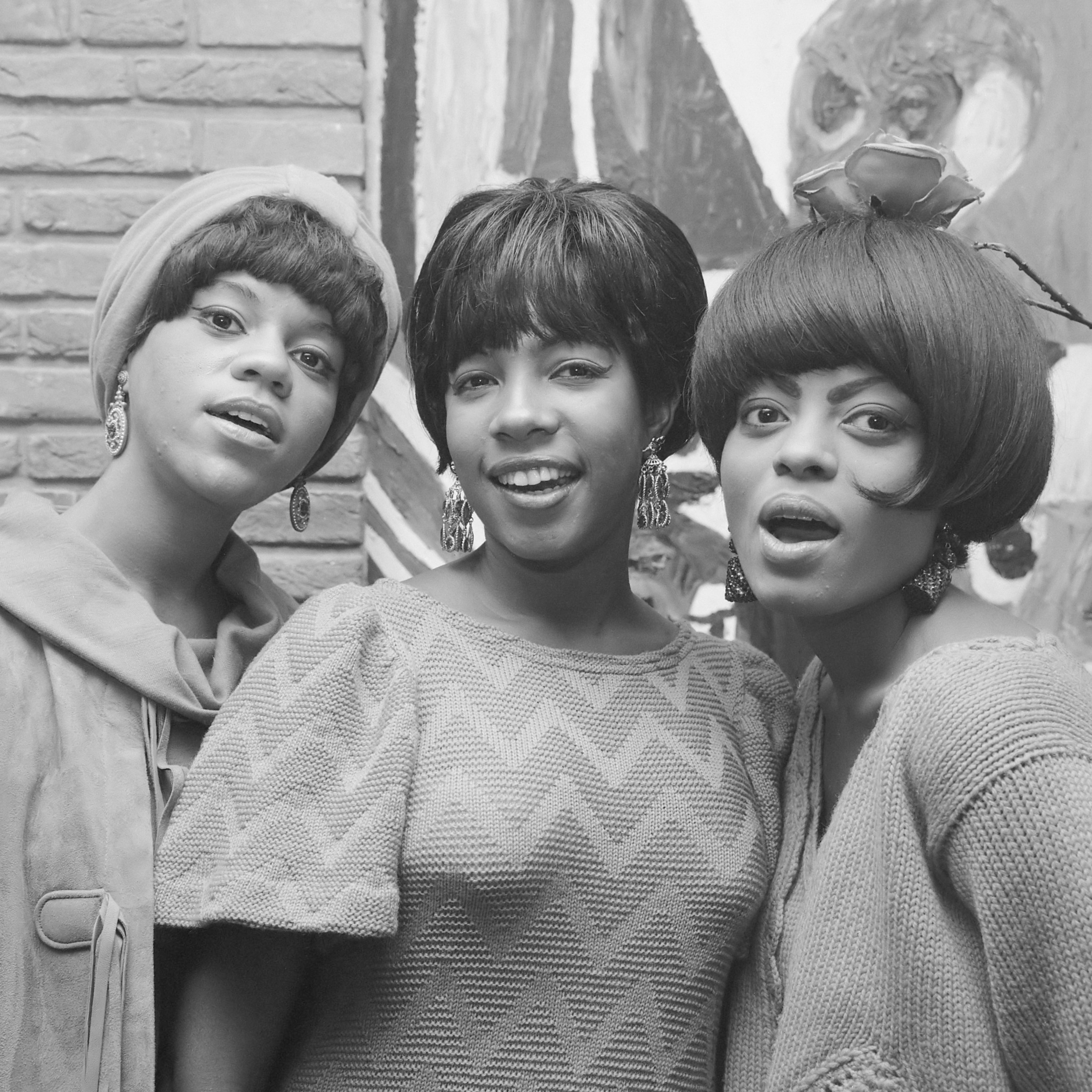
The Supremes en 1965.

Suivront des essais infructueux avec Smokey Robinson, puis, en mai 1962, sort Your Heart Belongs to Me (face 2 : He's Seventeen) classé no 95, suivi en novembre de Let me go the Right Way (face 2 : Time Changes Things) classé n°90 pop et n°26 R&B. Au printemps 1962, Martin quitte le groupe pour fonder une famille et les Supremes continuent leurs activités en tant que trio. Leur premier album, Meet The Supremes, sorti en décembre 1962, est réalisé par Gordy et Robinson. L'album inclut les quatre premiers singles accompagnés des faces 2 et quatre autres chansons dont Baby Don't Go chantée par Mary Wilson.
Même si en janvier 1963, Berry Gordy a décidé que les Supremes étaient une priorité pour la Motown, My Heart Can't Take It No More (face 2 : You Bring Back Memories incluse sur l’album) sorti en février, n'est pas classé. En avril 1963, une version en public de Let Me Go the Right Way est incluse sur la compilation générale Motor Town Revue, Volume 1. Il s’agit d’un titre enregistré en décembre 1962 et remixé pour l’album. Une version « démixée » sortira pour la compilation The Supremes de 2000. Le single suivant est A Breathtaking Guy qui, sorti en juin 1963, est classé no 75.
Par ailleurs, le titre original de cette chanson est A Breath Taking, First Sight Soul Shaking, One Night Love Making, Next Day Heartbreaking Guy. C'est une des rares chansons des Supremes où s'opère un véritable « call and response », mettant en valeur les voix de Mary et de Florence. En février 1963, elles enregistrent un album de country-western qui aurait dû inclure (The Man with the) Rock and Roll Banjo Band, la face 2 de A Breathtaking Guy. Cet album réalisé par Clarence Paul ne sera édité que deux ans après, en 1965 (il inclura d’ailleurs My Heart Can't Take It No More), tandis qu'un autre album, The Supremes Sings Ballads & Blues, est partiellement enregistré mais ne sortira jamais. Ces débuts laborieux font ricaner leurs collègues de la Motortown Revue, qui les affublent du sobriquet de « no-hit Supremes ».

### Holland-Dozier-Holland etWhere Did Our Love Go
Berry Gordy fait écrire le single suivant par le trio Brian Holland / Lamont Dozier / Eddie Holland, en pleine gloire avec Martha and the Vandellas et les Marvelettes. Ils trouvent la formule qui peut tirer parti de la voix ténue et mal assurée de Diana Ross. Sort fin octobre 1963 When the Lovelight Starts Shining Through His Eyes, qui sera classé no 23 pop et R&B. Ce single contient tous les tics Holland / Dozier / Holland et Motown (frappements dans les mains, « ooh ooh », batterie très parade de majorettes). Diana Ross chante de manière plus assurée, d'une voix claire et nette, avec en fond deux étonnants rugissements masculins. Berry Gordy et la Motown ont enfin trouvé la formule mettant en valeur le timbre de Ross, immédiatement reconnaissable et indéniablement sexy. L'année 1963 est aussi l'année des premiers concerts de « préparation ». Les rares apparitions télévisées révèlent des Supremes en play-back où Diana Ross s'affirme comme le point de mire et la chanteuse solo malgré le rôle important laissé à Mary Wilson.
Le single suivant, Run, Run, Run, enregistré en mai 1963 et sorti en février 1964, n'aura pas un tel succès et sera no 93 pop et R&B : moins lisse que le précédent, son rythme sautillant est donné par un orgue et un piano tandis que s'y greffent les chœurs et les cuivres. Il clôt la période « no-hit Supremes ». Le feu d'artifice des no 1 et disques d'or s'ouvre le 17 juin 1964 avec Where Did Our Love Go. Cette chanson enregistrée en avril 1964 devient no 1 pop et R&B et se vend sur le moment à un peu plus d'un million exemplaires : c'est un de leurs « instant million-sellers » avec You Can't Hurry Love, Love Child, I'm Gonna Make You Love Me et Someday, We'll Be Together. Refusée par les Marvelettes, elle avait échu aux Supremes, qui ne l'aimaient pas plus – Mary Wilson parlait de « kiddy-bop stuff » – lors du Dick Clark Road Show.
En août sort l'album Where Did Our Love Go, avec les hits Baby Love (n°1 pop et R&B un mois -un record !- anglais sorti en septembre) et Come See About Me (no 1 pop et no 3 R&B sorti en octobre), en plus des quatre singles précédents. L'album, classé no 2, reste 89 semaines dans les classements et se vend à près d'un million d'exemplaires. Il affirme un style vocal neuf tandis que le look avec perruques sophistiquées et robes serrées est assumé comme une réponse féminine à l'unité vestimentaire des Beatles. La presse les surnomme «les Beatles américaines». Holland / Dozier / Holland fabriquent un personnage à Diana Ross, celui du sex symbol ambigu, de la femme-enfant, toujours quittée, toujours en quête de consolation et de protection, généralement réservée mais capable d'explosions soudaines de désirs.
L'image des Supremes s'affirme à travers des interviews fabriquées par la Motown où Diana Ross, jeune et sage, ne consent que des confidences sur ses secrets de maquillage et son enfance « pauvre » (qualificatif exagéré pour des raisons publicitaires : en fait, les Ross étaient issus de la classe moyenne, comme le dira plus tard Diana Ross). La Motown fait barrage sur leur vie sentimentale. Elle hésite aussi à proposer les Supremes sur scène mais elles apparaissent à la télévision où de nombreuses émissions exposent une chorégraphie recherchée. Après avoir eu leur album aux trois no 1, elles commenceront cependant la tournée des night-clubs par le 20 Grand nightclub de Détroit, avec les Temptations, pour entretenir un succès comparable à celui des Beatles ou Elvis Presley.
Elles obtiennent aussi du succès en Europe : Where Did Our Love Go se classe no 3 en Angleterre, no 8 aux Pays-Bas et no 6 en Suède, Baby Love, no 1, no 8 et no 7 respectivement et Come See About Me no 27 en Angleterre et no 17 aux Pays-Bas. L'album réintitulé Meet The Supremes se classe no 8 en Angleterre.

### L’apogée du groupe
En octobre 1964, elles passent deux semaines en Angleterre et sortent en même temps leur troisième album, intitulé A little bit of Liverpool aux États-Unis et With love (from us to you) en Angleterre. Il est composé de reprises de succès des Beatles et d'autres groupes de beat. Cet album a peu de succès (175 000 exemplaires, n° 21).
En février 1965, Meet the Supremes reçoit une nouvelle pochette et un mixage en stéréo tandis qu'en mars sort enfin The Supremes sing country, western & pop, album réalisé par Clarence Paul et Lawrence T. Horn qui se vendra à moins de 40 000 exemplaires. Il est suivi en avril de We remember Sam Cooke, vendu seulement à 85 000 exemplaires (n°79 pop et n°5 R&B). Entre les deux, aurait dû prendre place The Supremes Live! Live! Live!, mais il n'est pas édité. Le projet était de le sortir en avril 1965 avec des extraits de concerts de février, août et décembre 1964 aux États-Unis complétés par des extraits de la Motortown Revue à Paris (mars 1965).
La véritable suite de Where did our love go est en fait un single enregistré le 5 janvier, sorti en février et devenu n°1 pop et n°2 R&B, Stop! In the Name of Love, complété en avril par Back in My Arms Again, n°1 pop et R&B alors qu'elles font une tournée en Europe en mars. C'est lors de cette tournée qu'un des Temptations trouvera pour elles leur geste chorégraphique, celui de l'agent de police arrêtant la circulation, paume étendue, bras étiré. Ce geste originellement prévu à la va-vite pour Stop! In the Name of Love, deviendra la marque de fabrique des Supremes. On retrouve ces deux titres avec le single sorti en juillet 1965, Nothing but Heartaches (n°11 pop et n°6 R&B) sur le LP More Hits by the Supremes, sorti le même mois et promu par de nombreuses émissions de télévision (quinze en 1965). Classé n°6, c'est un de leurs meilleurs albums : H/D/H et elles-mêmes y sont à leur apogée. 
En novembre, elles sortent deux disques : The Supremes at the Copa (n°11) enregistré en public et Merry Christmas. Les deux albums There's a place for us et A tribute to the girls, de la même époque, ne sortiront pas — mais les chansons qui avaient été enregistrées referont surface sur des compilations.
Après 1965, leurs royalties augmentent de 0,00675 $ à 0,0091 $ sur chaque 45 tours. Leur engagement au night-club new-yorkais Copacabana, à partir du 29 juillet, montre l'étendue de leur succès « crossover ». Ce genre de night-club était en effet plus habitué à Frank Sinatra qu'à des chanteurs de pop et rares étaient les Noirs à y avoir chanté, comme Sammy Davis Jr. ou Sam Cooke. Elles y retourneront plusieurs fois (du 17 au 23 mars 1966, en mai 1967, puis en avril 1968 entre autres). En octobre 1965, elles chanteront au Philharmonic Hall de New York.
Puis vient en février 1966 l'album I Hear a Symphony (no 8), annoncé par le hit homonyme (no 1 pop, no 2 R&B, no 39 anglais sorti en octobre et no 35 aux Pays-Bas) et par My World Is Empty Without You (no 5 pop et no 10 R&B sorti en décembre). Les dissensions à l'intérieur du groupe commencent à prendre de l'ampleur du fait de l'antagonisme entre F. Ballard et Diana Ross soutenue par B. Gordy. En octobre 1965, Ballard rate la session d'enregistrement de My World Is Empty Without You, remplacée par Marlene Barrow. À partir de ce moment-là, Gordy se rend compte qu'il peut remplacer Ballard. Il veut même la remplacer sur scène, au Copa, ce à quoi s'oppose le patron du club. Néanmoins, sur un album de spirituals que Gordy projette pour la mémoire de sa sœur qui vient de mourir, Ross chante souvent seule. Et en 1966, Barbara Randolph est sur le point de remplacer Ballard, tandis que Gordy lancerait Ross en solo.
En avril 1966, elles sortent Love Is Like an Itching in My Heart (no 9 pop et no 7 R&B) suivi en juillet de You Can't Hurry Love (no 1 pop et R&B, inspiré de (You can't hurry God) He's right on time titre de janvier 1953 des Gospel Harmonettes). Ces chansons sont réunies sur un album en août, The Supremes A' Go-Go, où l’on retrouve des standards de la Motown. The Supremes A' Go-Go, classé no 1, annonce une deuxième vague de hits après celle de 1964-1965. You Keep Me Hangin' On, un de leurs meilleurs morceaux, lancé en octobre 1966, est un no 1 pop et R&B, suivi de Love Is Here and Now You're Gone, lancé en janvier 1967, no 1 pop et R&B aussi. Le LP The Supremes sing Holland-Dozier-Holland sort en même temps : c'est un des derniers de la série avec ces compositeurs-réalisateurs artistiques (classé no 6). You Keep Me Hangin' On est un de leurs morceaux les plus spectaculaires, avec une guitare funk et une basse vrombissante. Les paroles aussi ont changé et cette fois-ci, c'est Diana Ross, devenue femme, qui dit avec rage : « get out of my life! ». Certains y voient le testament des Supremes : il avait d'ailleurs été prévu comme tel par la Motown, qui aurait officialisé le départ de Ross le 29 septembre 1966 à l’hôtel Flamingo de Las Vegas.
Elles sont gagnées par la mode psychédélique, mais talonnées par le Memphis Sound et Aretha Franklin : on reproche aux Supremes de ne pas avoir su évoluer dans la fin des années 1960. L'album suivant (enregistré fin 1966 et sorti en mai 1967), The Supremes Sing Rodgers & Hart peut apparaître comme une erreur : d'ailleurs il avait été prévu en tant qu'album double et ne sortira finalement qu'en album simple. L’album se classe cependant no 3 R&B et no 20 pop. Même s’il se vend peu (135 000 exemplaires), The Supremes Sing Rodgers & Hart, réalisé par Gordy et Gil Askey, ne l’est pas dans la carrière globale de Ross, qui sur son album de 1993 reprend toujours du Rodgers & Hart, réalisé par Askey. Une des chansons les plus remarquables est Falling in Love with Love où l’on entend Mary Wilson en plus de Ross. L’enregistrement de The Supremes Sing Rodgers & Hart avait été précédé d’une émission de télévision sur ABC à laquelle ont participé les Supremes. Intitulée Rodgers & Hart Today, elle réunit des gens aussi divers que Petula Clark et Count Basie entre autres. Les Supremes y chantent sept chansons enregistrées durant l’été 1966.
C’est pour prolonger cette émission (finalement programmée le 11 mai 1967) que Berry Gordy a l’idée de faire enregistrer un album aux Supremes. Ce dernier est enregistré du 28 octobre au 3 novembre avec quelques retouches en janvier 1967 pour être finalement lancé en mai 1967. Dans le même genre que The Supremes Sing Rodgers & Hart, The Supremes from Broadway to Hollywood prévu pour mars 1967 avait été lui aussi annulé.
En janvier 1967, elles enregistrent The Supremes Sing & Perform Disney Classics, dont la sortie prévue pour juillet sera annulée. D'autres chansons seront enregistrées en septembre mais elles connaîtront le même sort. En mars enfin, elles enregistrent et lancent un autre no 1 pop (no 12 R&B), The Happening, chanson du film du même nom.
Le groupe devient le 28 juin 1967 à Las Vegas Diana Ross & the Supremes en même temps qu'est lancée une compilation (août 1967) de 20 titres dont The Happening. Cette compilation intitulée Greatest Hits est no 1 aux États-Unis et en Angleterre. Elle aurait dû être suivie par Diana Ross & the Supremes on Stage en décembre, qui, finalement, ne sortira pas. En 1967, Florence Ballard est remplacée par Cindy Birdsong.
Après avoir écrit dix numéro 1 pour les Supremes, les auteurs Holland-Dozier-Holland quittent Motown pour créer leurs maisons de disques, Hot Wax et Invictus.

### Diana Ross & the Supremes

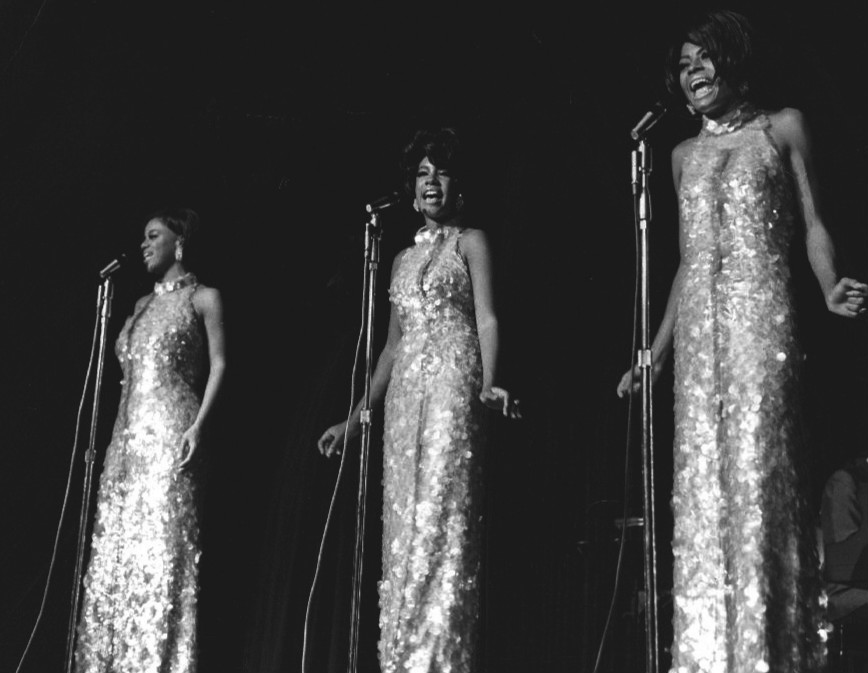
The Supremes au Frontier Hotel à Las Vegas.

Florence Ballard est mise à la porte et remplacée par Cindy Birdsong (ex-membre de Patti LaBelle & the Bluebelles, née le 15 décembre à Camden, dans le New Jersey). Cette décision de Berry Gordy date d'avril 1967 et la première apparition de Birdsong se fait discrètement et anonymement au Hollywood Bowl le 29 avril, sans encombre même si Birdsong n'a pas la même présence vocale que Ballard. Cette dernière apparaît cependant encore au Copacabana en mai et à l'émission télévisée d'Ed Carson en même temps, puis elle honore les engagements du groupe à Los Angeles, à partir du 13 juin et Las Vegas, à partir du 28 juin. Officiellement, elle est remplacée en juillet. La Motown lui demande de renoncer à tout droit sur son travail dans les Supremes et lui interdit d'utiliser son ex-appartenance au groupe comme argument publicitaire.
La nouvelle composition du groupe, le départ d'Holland, Dozier, Holland et le déménagement de la Motown de Détroit en Californie après les émeutes de 1967 (rendu définitif en 1971) affectent les ventes des Supremes dont les ventes et la présence dans les classements sont dorénavant irrégulières.
Les trois singles suivants, écrits par H/D/H sont Reflections (n°2 pop et n°4 R&B), In and out of love (n°9 pop et n°6 R&B) et Forever Came Today (n°28 pop et n°17 R&B). Sortis respectivement en juillet, octobre 1967 et février 1968, ils sont tirés de l'album Reflections. Cet album a été enregistré en mars 1967 pour les deux premiers hits et est sorti en mars 1968. C'est un album où sont utilisés de nombreux effets électroniques et affiche un côté moderne et psychédélique, loin du classicisme des Supremes. Reflections sera suivi en août d'un autre album broadwayien, Diana Ross & the Supremes sing and perform «Funny girl» (n°150 en octobre 1968). En août sort «Live» at London's talk of the Town, album en public où elles reprennent entre autres de nombreux standards de pop anglais, dont le pot-pourri The lady is a tramp / Let's get away from it all. «Live» at London's... se classe lui n°57, alors qu'il avait été n°6 en mars en Angleterre (où il était sorti avant Reflections). He, une de leurs chansons n’est pas incluse sur leurs albums mais sur In loving memory, un album où se retrouvent tous les grands noms de la Motown sorti en août 1968 (et réédité en mars 1969 pour une bonne œuvre des Gordy).
Après Some things you never get used to, sorti en mai (n°30 pop et n°43 R&B), leur plus gros succès de cette époque, Love child, sort en septembre et devient n°1 pop et n°2 R&B. Sur le single Love child, seule Diana Ross chante, accompagnée de choristes anonymes (les Andantes en fait). Mary Wilson et Cindy Birdsong apprendront ce qu'elles ont à chanter pour une émission d'Ed Sullivan ! Néanmoins l'une comme l'autre touchent la même somme de royalties que Diana Ross : Wilson encore maintenant, et Birdsong jusqu'en 1972 quand elle quitte le groupe et signe un « arrangement » du genre de celui que Ballard avait signé.
Après Love Child, leur succès auprès des radios n'est plus ce qu'il a été : la musique et l’état d’esprit de la fin des années 1960 se durcissent et les Supremes brillamment superficielles ont du mal à s'adapter. Suivra ensuite une longue collaboration de quatre albums avec les Temptations.
Le moteur avait été un arrangement entre B. Gordy et la chaîne NBC qui donnerait naissance au projet « T.C.B. », présenté d'abord à l’émission d'Ed Sullivan. Le premier album est Diana Ross & The Supremes Join The Temptations (novembre 1968, no 2), lancé parallèlement au single I'm Gonna Make You Love Me (no 2 pop et R&B). L'album suivant, sorti en décembre 1968, est The Original Soundtrack from TCB Starring Diana Ross & The Supremes with The Temptations, bande originale de la première émission télévisée en couleurs, du 9 décembre. Les uns comme les autres y reprennent leurs tubes et d'autres standards. L'album se classe no 1. Puis, en mai 1969, les Supremes sortent un album à elles, Let the Sunshine In. Suivra en août le single avec les Temptations, The Weight classé no 46 pop et no 33 R&B, tiré du LP Together de septembre 1969 (classé no 28 aux États-Unis et en Angleterre).
Sur cet album, Mary Wilson chante Can't Take My Eyes Off You, reprise du succès de Frankie Valli de 1967. Elle chante en duo avec Eddie Kendricks, ce qui en fait la chanson la plus réussie de l'album. Toujours en 1969, Diana Ross est associée à la découverte des Jackson 5 qu'elle présente à une fête de 300 personnes au Daisy Club d'Hollywood. Les Jackson 5 font partie du spectacle des Supremes le 16 août au Forum de L.A., puis au Hollywood Palace en octobre 1969. La publicité de la Motown insiste sur le fait que c'est Ross en tournée qui a découvert les Jackson, alors qu'en réalité ils ont été découverts par Gladys Knight, tandis que Bobby Taylor les a amenés à Détroit pour leur faire passer une audition. Néanmoins, leur premier album sera Diana Ross Presents Jackson 5, avec quelques lignes écrites par elle.

### Le départ de Diana Ross

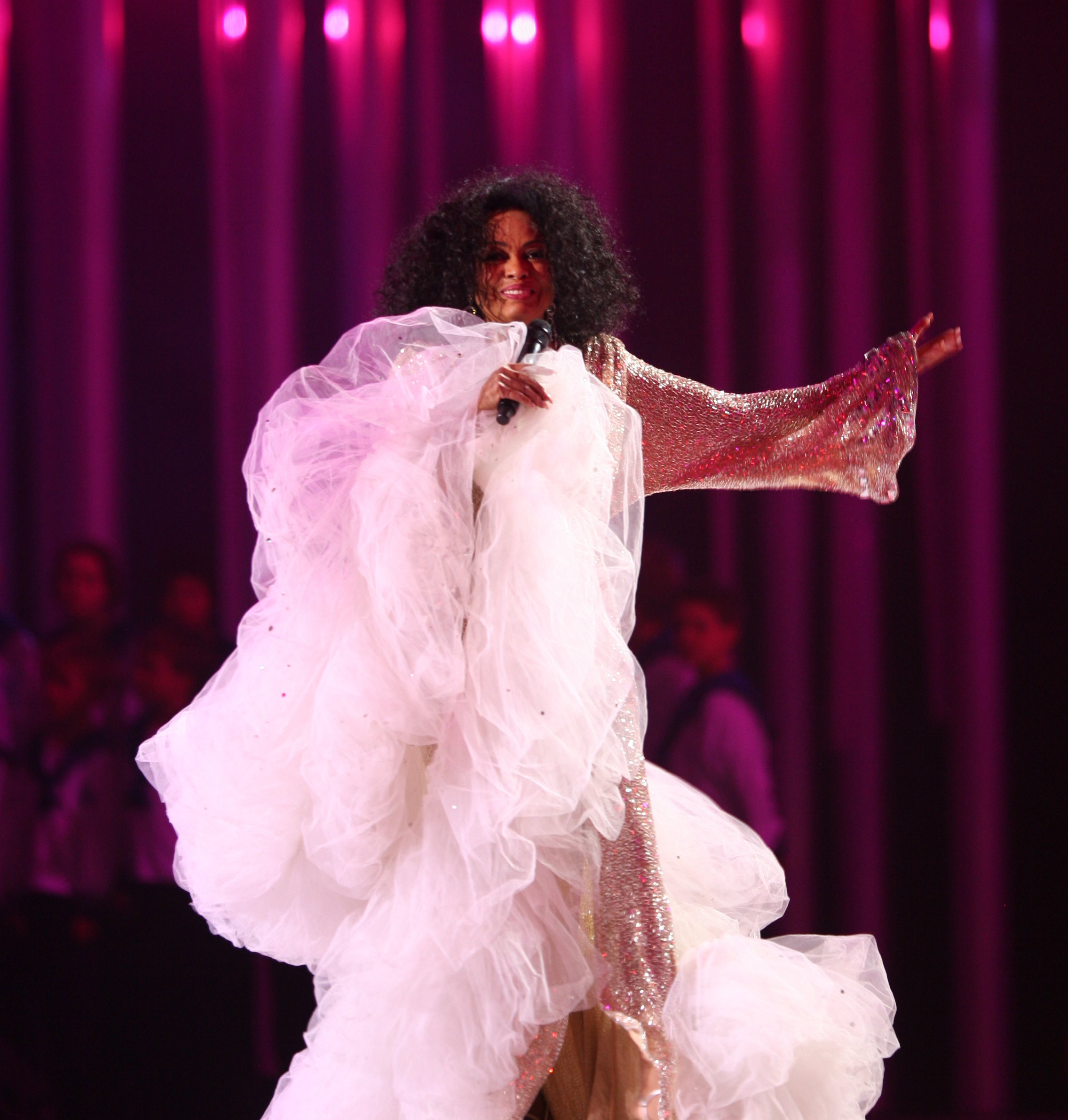
Diana Ross en 2008.

L'année se termine en octobre avec le dernier no 1 (pop et R&B) des Supremes avec Ross Someday We'll Be Together, une chanson joliment arrangée qui sanctionnait justement le fait qu'elles ne seraient plus jamais ensemble. Cette chanson tirée de l'album Cream of the Crop, sorti en novembre, avait été enregistrée par Ross avec un chœur d'où se détachent Julia et Maxine Waters mais sans Wilson ni Birdsong, car il avait été prévu comme le premier single solo de Diana Ross. On entend aussi sur ce disque la voix du réalisateur artistique Johnny Bristol. Ce sera un très gros succès, leur quatrième « instant million-seller », qui se vendra à 2 millions d'exemplaires. Pour Berry Gordy, il était fondamental que l’adieu de Ross aux Supremes se fasse sur un no 1 et l'album Cream of the Crop est typique des petits arrangements commerciaux de la Motown. Il existe deux versions des chansons de l'album : une avec Ross, l'autre avec sa future remplaçante Jean Terrell. Si c'est la version avec Ross qui est sortie, c'est grâce au numéro 1 obtenu par Someday We'll Be Together. Dans le cas contraire, la Motown aurait lancé These Things Will Keep Me Loving You, finalement sur le premier album solo de Ross. Le classement au sommet des ventes de Someday We'll Be Together a ainsi ouvert la voie à Up the Ladder to the Roof devenu par conséquent le premier single des Supremes sans Ross et terminé seulement 24 heures avant l'enregistrement de l'émission d'Ed Sullivan.
Les Supremes terminent leur carrière avec Diana Ross par le quatrième album en collaboration avec les Temptations, Gettin' It Together, the Original TV Soundtrack From “On Broadway” (novembre, enregistré en septembre), suivi d'un Greatest Hits, Volume III ne concernant que la période Diana Ross & the Supremes (à partir de 1968), sorti en décembre, au moment où, le 21, elles faisaient leur douzième apparition à l'émission d'Ed Sullivan.
Enfin, elles sortent un double album en public en avril 1970, Farewell, rebaptisé en juillet 1982 Captured Live on Stage! Ce dernier album est celui de leur spectacle d'adieux à l'hôtel Frontier à Las Vegas le 14 janvier 1970. Il avait été précédé d'adieux de Diana Ross le 21 décembre 1969 lors de l'émission d'Ed Sullivan. Elle sera remplacée pour la suite par Jean Terrell (née le 26 novembre 1942 au Texas), sœur du boxeur Ernie Terrell. Elle avait été découverte par la Motown en juin 1969 et le premier projet avait été en fait d'en faire une artiste solo. Elle sera présentée au public lors du spectacle de Farewell même si juste après B. Gordy continuait à penser qu'elle n'était pas à sa place dans le groupe et voulait la remplacer par Syreeta Wright. Birdsong et surtout Wilson s'y étaient formellement opposées, ce qui sera une nouvelle source d'affrontements avec Gordy et un nouveau prétexte de sa part pour se désintéresser du groupe. L'album Farewell, classé no 46 aux États-Unis, n'est pas particulièrement original si ce n'est qu'elles y interprètent joliment deux standards de comédie musicale, It's Alright with Me et Big Spender.

### Les années 1970

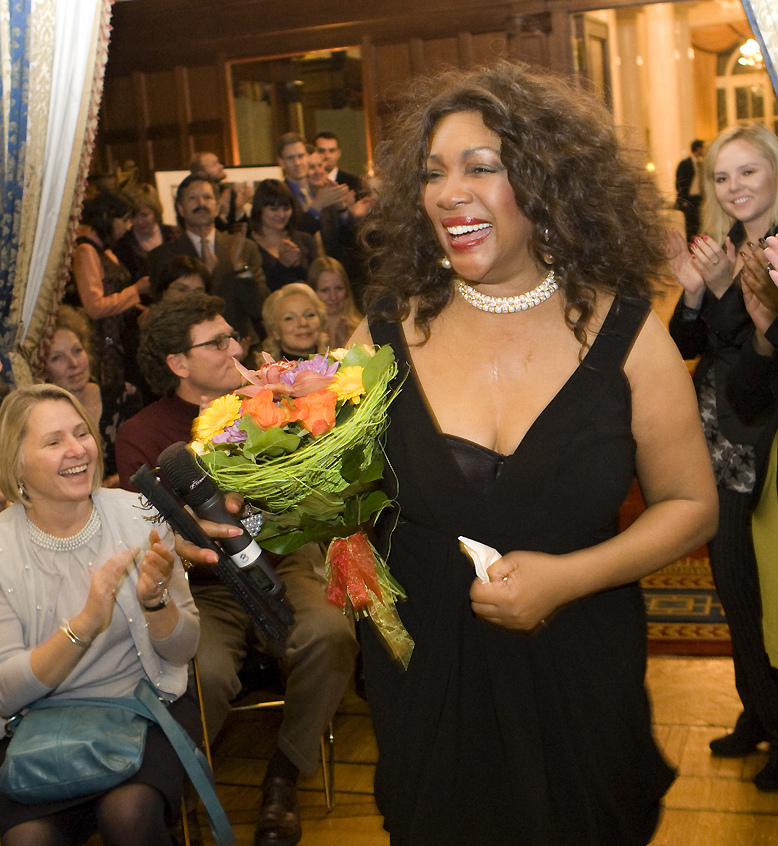
Mary Wilson en 2011.

Après le départ de Diana Ross, les quatre premiers albums du trio produisent des singles disques d'or (1970-1972). Parallèlement, Berry Gordy associe les Supremes aux Four Tops dès la fin de 1970 pour une version agréable de River deep, mountain high, des émissions télévisées et trois disques. Mary Wilson passe les années 1970 à lutter pour les Supremes de manière désordonnée tandis que Florence Ballard traverse une suite de crises qui aboutissent à sa mort le 22 février 1976. Le groupe continue jusqu'en 1977 avec la seule Mary Wilson qui commence peu après une brève carrière solo (1979) sans cependant avoir le droit d'utiliser le nom de Supremes dans sa promotion, source de nombreuses poursuites judiciaires contre la Motown jusqu'en 1990, année où Wilson renonça. Le succès lui vient autrement en 1986, quand elle publie sa version de l'histoire des Supremes jusqu'en 1970, sous le titre Dreamgirl: My Life As a Supreme (en). Ce livre connaît  d'ailleurs une suite en 1990, Supreme Faith: Someday We'll Be Together, livre au succès bien moindre cependant. L’un et l’autre sont sa perception de l’histoire des Supremes, et s’ils ne sont pas inintéressants, ils sont néanmoins la marque d’un témoignage finalement subjectif. Leur succès hypothèque profondément l’image de Ross aux États-Unis. Mais il établit un fonds de commerce pour Wilson qui remonte inlassablement au front médiatique pour démolir Ross.
Le premier album des Supremes sans Ross est Right on (avril 1970, no 4 R&B et no 25 pop). Il est précédé en février du single Up the Ladder to the Roof (en) (no 5 R&B, no 10 pop, 800 000 exemplaires, plus que le premier Ross solo, et une apparition à l'émission d'Ed Sullivan). C'est un album agréable avec les bons Everybody's Got the Right to Love (en) (le second single, sorti en juillet et classé no 11 R&B, 21 pop) et Wait a Minute Before You Leave Me.
En septembre 1970 sort The Magnificent Seven avec les Four Tops (no 18 R&B, no 113 pop). Il est suivi du single River Deep - Mountain High en novembre (no 7 R&B, no 14 pop). La version du single est raccourcie par rapport à celle de l'album, pratique qui commence seulement à poindre. Malgré un très réussi Baby (You've Got What It Takes) (en) avec une petite apparition réjouissante de Mary Wilson, cette association est néanmoins moins intéressante que celle des Supremes avec les Temptations auparavant.
L'année 1970, bien chargée pour les Supremes, se termine par le lancement du single Stoned Love (no 1 R&B, no 7 pop) et de l'album d'où il est extrait, New Ways but Love Stays (en) (no 12 R&B, no 68 pop). Dans cet album, on trouve des reprises de Bridge over troubled water (superbe grâce à Mary Wilson) et de Na na hey hey kiss him goodbye. C'est également l'année du dernier concert du groupe, qui se déroule le 14 janvier 1970 au Frontier Hotel de Las Vegas.
En avril 1971 sort Nathan Jones (no 8 R&B, no 16 pop) et en mai You Gotta Have Love in Your Heart (en). Ce dernier single est extrait de The Return of the Magnificent Seven (no 18 R&B, no 154 pop), avec les Four Tops, tandis que Nathan Jones est extrait de Touch (no 6 R&B, no 85 pop). Les deux albums sont sortis en juin. Nathan Jones est un titre aux effets originaux qui rompt avec le reste des chansons du groupe qui restent dans l'esprit des années 1960. Ce titre est avec Touch, single sorti en septembre, l'intérêt de l'album.
En décembre 1971, elles sortent le single Floy Joy qui rappelle sous certains côtés Where Did Our Love Go (no 5 R&B, no 16 pop) et leur troisième album avec les Four Tops, Dynamite (no 21 R&B, no 160 pop). En avril 1972, sort Automatically sunshine (no 21 R&B, no 37 pop) et en mai l'album Floy Joy (no 12 R&B, no 54 pop). En juillet, sort un troisième single extrait de Floy Joy, Your Wonderful Sweet Sweet Love (no 22 R&B, no 59 pop). Cet album sera le dernier avec Cindy Birdsong, dorénavant remplacée par Lynda Laurence ; cette dernière est cependant photographiée pour la pochette du lp Floy joy alors qu'elle n'y chante pas. Les petits trucages coutumiers des Supremes et de la Motown continuent. Entre Dynamite et Floy joy aurait dû prendre place un autre LP, Promises kept, mais il ne sera pas édité. Par contre une vingtaine de chansons de cette époque refera surface par la suite dans des rééditions.
L'album The Supremes Produced and Arranged by Jimmy Webb (en) (1972) réalisé par Jimmy Webb, très remarqué par la critique, rompt heureusement avec le classicisme, avec des chansons superbes comme Paradise ou Silent Voices. Cette dernière est une chanson italienne dont le titre d’origine est La voce del silenzio (et non Il voce de silenzio comme il est écrit sur l’album) dont la version en anglais avait été popularisée par Dionne Warwick en 1968. Une légère déception : la reprise de Cheap Lovin' ne vaut pas la version de Thelma Houston de 1969. C'est la première fois que les Supremes font appel à un réalisateur artistique extérieur à leur maison de disques. Néanmoins, on trouve sur l'album un titre que Webb n'a pas réalisé, I guess I'll miss the man, réalisé par Deke Richards et Sherlie Matthews. Ce titre tiré de Pippin, comédie musicale produite par la Motown, est d'ailleurs absurdement le 45 tours extrait de l'album. L'album, dont le titre originel aurait dû être le peut-être plus approprié Beyond Myself, est loin d'être un succès et il rejoint Funny girl et les trois disques avec les Four Tops en tant que recalés au Top 100 des albums pop (no 27 R&B, 129 pop).
C’est le premier vrai échec des Supremes sans Ross qui ont jusqu’alors réussi à bien faire évoluer le mythe avec ces demi-classiques que sont Up the Ladder to the Roof, Stoned Love, Nathan Jones et Floy Joy. Parallèlement les disques de Ross n’ont pas un immense succès ; par contre à partir de 1973 la situation s’inverse et il faut attendre 1976 pour voir les Supremes et Ross avoir en même temps du succès.
Après l'expérience avec Jimmy Webb, elles sortent le 45 tours isolé Bad Weather, coécrit et réalisé par Stevie Wonder (mars 1973). La face 2 du 45 tours est un titre déjà connu : Oh Be My Love extrait de Floy Joy pour les États-Unis et It’s So Hard for Me to Say Goodbye extrait de Touch pour l’Angleterre. Le single se classe no 74 R&B, no 87 pop et no 37 en Angleterre. L’absence de face 2 originale est bien sûr étonnante surtout quand on sait que la Motown avait en réserve de très nombreuses chansons qu’elle avait fait enregistrer aux Supremes. Qu’il n’y ait pas plus d’album est aussi un mystère. Seul sort l’enregistrement d’un concert donné au Japon en juin 1973. Néanmoins, l’album In Japan! ne sort qu’au Japon et dans une version raccourcie en Angleterre. Il est réédité dans son intégralité en édition limitée en 2004 par Hip-O select.
Puis Jean Terrell et Lynda Laurence partent ; la voix principale est dorénavant Scherrie Payne (la sœur de Freda Payne), souvent à égalité avec Mary Wilson : l'harmonie de ces deux timbres donne de très beaux effets soul, auxquels J. Terrell n'arrivait pas et que D. Ross ne prétendait pas atteindre. La troisième Supreme est Cindy Birdsong, qui fait son retour.
Jean Terrell fera plus tard une expérience solo sans grand relief (I Had to Fall in Love (en) chez A&M en 1978) où elle tend vers une variété plus conventionnelle laissant beaucoup la place aux ballades. L’album réalisé par Bobby Martin est réédité en CD en Angleterre en 2006.
Les Supremes ne refont surface qu'en 1975, après deux ans de chantage au renouvellement de contrat de la part de la Motown. L'album The Supremes (no 25 R&B, no 152 pop) contient He's My Man, un excellent titre proto-disco réalisé par Greg Wright. C'est leur meilleur titre avec This is why I believe in you, chanson superbement gospel, qui paradoxalement annonce le Love masterpiece de Thelma Houston. Écrite par M. & B. Sutton et P. Sawyer, elle est réalisée par Hal Davis. L'album et le single He's my man, sortis en juin, sont suivis en octobre d'un autre single Where do I go from here. He's my man et This is why I believe in you sont conjointement no 1 disco.
Elles abordent le vrai disco en 1976 avec deux titres, I'm Gonna Let My Heart Do the Walking (en) et You're My Driving Wheel (en), sur des albums réalisés par Brian Holland. I'm Gonna Let My Heart Do the Walking, sortie en mai, se classera no 25 R&B, no 40 pop et no 3 disco. C'est le single tiré de High Energy (sorti en avril, no 24 R&B, no 42 pop), dernier album où chante Cindy Birdsong. Elle est progressivement remplacée par Susaye Greene, dont la voix est rajoutée sur I'm gonna let my heart do the walking et la chanson-titre, High energy. Susaye Greene, ancienne choriste d'Harry Belafonte, Ray Charles (ex-Raelette) et Stevie Wonder (Wonderlove), prendrdéfinitivement la place de Birdsong sur l'album suivant. Comme F. Ballard et J. Terrell avant elle, C. Birdsong doit d'ailleurs renoncer à ses royalties.
En octobre sort You're My Driving Wheel et l'album d'où elle est extraite, Mary, Scherrie & Susaye (no 61 R&B, no 112 pop). Ce dernier album est peut-être leur meilleur avec les discos motowniens You're My Driving Wheel (no 29 disco), qui reprend une certaine ligne rythmique d'I'm Gonna Let My Heart Do the Walking, Let Yourself Go (second single, sorti en février 1977), Come Into Ly Life et Love, I Never Knew You Could Feel So Good (en). Elles reprennent aussi sur cet album You are the heart of me, une chanson originellement chantée par Dionne Warwick en 1973. La version que les Supremes donnent de cette ballade est plutôt plus réussie, avec, en fond, une basse discrète mais nettement disco.
En 1977, Scherrie Payne chante trois chansons sur la B.O. du film français où joue Jodie Foster, Moi, Fleur Bleue : Fly, La conga et When I Looked at Your Face. Fly' sort en single à la Motown avec When I Looked at Your Face comme face 2.
Le 12 juin 1977, The Supremes présentent leur dernier concert à Londres, au théâtre de Drury Lane et se séparent.
En juillet 1978, sort une compilation des Supremes 1970-1976 intitulée At Their Best. Elle contient dix titres dont deux inédits, The Sha-La Bandit et Love Train.
Après un long procès avec la Motown, Mary Wilson sort en 1979 son album solo, Mary Wilson. Il est réalisé par Hal Davis qui ne lui fait guère faire qu'un disco-Motown sans grand relief. L'album reste néanmoins de qualité en particulier le bon single Red Hot, un disco syncopé qui, malgré la voix, la basse et le piano accrocheurs, ne s'est vendu qu'à 6 120 unités (sorti en septembre en Angleterre et en octobre aux États-Unis). Deux 12" sortent sous le même numéro de code : un avec la version album au Canada et un autre avec un remix légèrement plus long aux États-Unis. Une curiosité : le numéro de téléphone dont parle Wilson dans la chanson, Beechwood 6-5789, est une référence au titre d'un succès des Marvelettes de 1962 (Beechwood 4-5789).
Scherrie Payne et Susaye Greene sortent peu après leur disque solo, Partners (1979). Il contient neuf chansons dont une avec Ray Charles (Luvbug). C'est un échec et après cela, S. Payne et S. Greene chantent comme choristes.

### Les dernières années

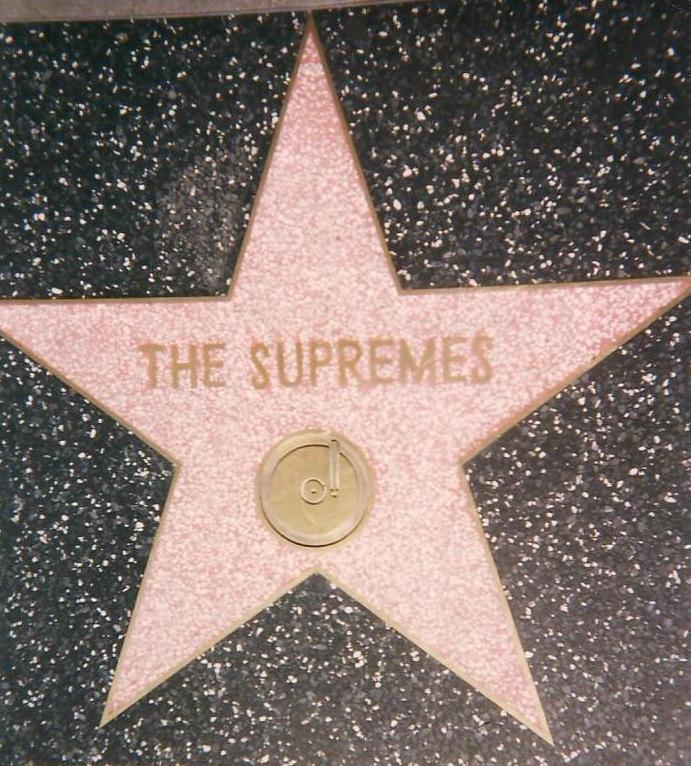
Étoile sur le Walk of Fame au 7060 Hollywood Boulevard.

Les Supremes avec Diana Ross figurent parmi les artistes les plus importants des années 1960, mais surtout comme la formation vocale américaine la plus appréciée de tous les temps aux États-Unis. En septembre 1977 la compilation Diana Ross & the Supremes : 20 golden greats est n°1 en Grande-Bretagne pendant sept semaines. Et en décembre 1981, juste revanche sur Hair qui en avait fait la satire, une comédie musicale inspirée par la carrière du trio Dreamgirls commence la sienne à Broadway à l'Imperial Theatre, avec Sheryl Lee Ralph et Jennifer Holliday dans les rôles respectifs de chanteuses rappelant Ross et Ballard (plus de 1500 représentations). Et le 6 mai 1983, le groupe se réunit pour le 25e anniversaire de la Motown, avec la présence de Diana Ross, avant de reprendre une dernière fois la route avec Wilson.
Trente ans après leurs débuts, les «girls» comme le présentateur TV Ed Sullivan les avait surnommées, détiennent toujours le record du groupe américain ayant vendu le plus de disques dans son pays (plus de 50 millions), et de l'artiste ayant aligné douze n°1 dont cinq d'affilée. Autre record : 16 singles ayant dépassé le million de ventes, à une époque où la Motown produisait un tiers des singles nord-américains. Ces records n'ont été dépassés que par Elvis Presley et les Beatles. Elles ont été admises, après une cérémonie au Waldorf-Astoria en janvier 1988, au « Rock and Roll Hall of Fame ».
Diana Ross elle, entreprend une carrière solo de très grande envergure, sans jamais renier les Supremes. Elle est devenue la grande chanteuse de soul music des années 1970 et poursuit une carrière luxueuse et distinguée, proche de la grande variété internationale. Elle accumule les hits, assez irrégulièrement mais finalement sûrement, puisqu'elle devient la chanteuse avec le plus de numéros 1 et de disques vendus de l'histoire du livre Guiness des records.
Un des sujets de l'été 2000 est une tournée de  Diana Ross avec deux ex-membres des Supremes, Scherrie Payne et Lynda Lawrence, qui est néanmoins interrompue avant d'arriver à son terme.
Mary Wison meurt en 2021, à 76 ans

## Liste récapitulative des membres des Primettes/Supremes
| Récapitulatif des chanteuses | Récapitulatif des formations |
| --- | --- |
| - Diana Ross (1959-1970) - Mary Wilson (1959-1977), seule parmi les dix chanteuses à avoir appartenu à toutes les formations successives - Florence Ballard (1959-1967) - Betty McGlown (1959-1960) - Barbara Martin (1960-1962) - Cindy Birdsong (1967-1972 puis 1974-1976) - Jean Terrell (1970-1973) - Lynda Laurence (1972-1973) - Scherrie Payne (1973-1977) - Susaye Greene (1976-1977) | - 1959-été 1960 : The Primettes : Diana Ross, Mary Wilson, Florence Ballard, Betty McGlown - été 1960-janvier 1961 : The Primettes : Diana Ross, Mary Wilson, Florence Ballard, Barbara Martin - janvier-décembre 1961 : The Supremes : Diana Ross, Mary Wilson, Florence Ballard, Barbara Martin - décembre 1961-juin 1967 : The Supremes : Diana Ross, Mary Wilson, Florence Ballard - juillet 1967-janvier 1970 : Diana Ross & The Supremes : Diana Ross, Mary Wilson, Cindy Birdsong - janvier 1970-avril 1972 : The Supremes : Mary Wilson, Cindy Birdsong, Jean Terrell - avril 1972-octobre 1973 : The Supremes : Mary Wilson, Jean Terrell, Linda Laurence - octobre 1973-janvier 1976 : The Supremes : Mary Wilson, Cindy Birdsong, Scherrie Payne - janvier 1976-juillet 1977 : The Supremes : Mary Wilson, Scherrie Payne, Susaye Greene |

## Discographie

### Albums

#### The Supremes
- 1963 : Meet The Supremes
- 1964 : Where Did Our Love Go
- 1964 : A Bit of Liverpool
- 1965 : The Supremes Sing Country, Western and Pop
- 1965 : We Remember Sam Cooke
- 1965 : More Hits by The Supremes
- 1965 : The Supremes At The Copa
- 1965 : Merry Christmas
- 1966 : I Hear a Symphony
- 1966 : The Supremes A' Go-Go
- 1967 : The Supremes Sing Holland-Dozier-Holland
- 1967 : The Supremes Sing Rogers & Hart

#### Diana Ross & The Supremes
- 1967 : Diana Ross and the Supremes Greatest Hits (Volumes 1 & 2)
- 1968 : Reflections
- 1968 : Diana Ross & the Supremes Sing And Perform Funny Girl
- 1968 : Live At London’s Talk Of The Town
- 1968 : Love Child
- 1968 : Diana Ross & the Supremes Join the Temptations
- 1968 : TBC (The Original Sound Track From) - (Diana Ross & The Supremes With The Temptations)
- 1969 : Let The Sun Shine In
- 1969 : Together (Diana Ross & The Supremes With The Temptations)
- 1969 : Cream Of The Crop
- 1969 : On Broadway (Diana Ross & The Supremes With The Temptations)
- 1969 : Diana Ross & The Supremes Greatest Hits (Volume 3)
- 1970 : Farewell

#### The (New) Supremes
- 1970 : Right On
- 1970 : The Magnificent 7 (The Supremes & The Four Tops)
- 1970 : New Ways But Love Stays
- 1971 : The Return Of The Magnificent Seven (The Supremes & The Four Tops)
- 1971 : Touch
- 1971 : Dynamite (The Supremes & The Four Tops)
- 1972 : Floy Joy
- 1972 : The Supremes Produced and Arranged by Jimmy Webb
- 1973 : The Supremes Live! In Japan (édition originale au Japon seulement)
- 1975 : The Supremes
- 1976 : High Energy
- 1976 : Mary, Scherrie & Susaye
- 1978 : At Their Best (Greatest Hits)'

## Compilations et rééditions
De très nombreuses compilations des Supremes avec Diana Ross ont été publiées : en 1974 (Anthology, trois vinyles, no 24 R&B et no 66 pop), 1977 (20 golden greats, no 1 en Angleterre), 1979, 1983, 1984, deux en 1985 et une en 1986 (25th anniversary, no 61 R&B et no 112 pop aux États-Unis), puis bien d’autres après. On trouve par exemple plusieurs compilations des Supremes avec le nom d’Anthology. La première est un triple vinyle de mai 1974 avec 35 titres allant de 1962 à 1969 (30 succès et 5 reprises). Une double compilation est sortie avec le même nom en 1995.
Elle contient 52 titres depuis 1961 jusqu’à la fin du groupe en 1976. Une troisième enfin est sortie en 2001 avec 50 titres qui vont de 1961 à 1969. À l’instar de celle de 1974, cette dernière contient en plus des hits des reprises que les Supremes ont faites de grands classiques. Sur le vinyle 25th Anniversary, on trouve 20 titres connus et 22 inédits (triple vinyle sorti en mars) et sur le CD 24 titres connus et 26 titres inédits (deux CD sortis en octobre). Cette compilation a été la première faite dans un esprit de collectionneur avec un livret vraiment détaillé. L’avalanche d’inédits pas forcément repris sur les compilations ultérieures fait de 25th Anniversary un disque qui continue à être intéressant. La première compilation composée uniquement d’inédits est The Never-Before-Released Masters, sortie en 1987 et non-rééditée depuis. Elle contient 27 chansons enregistrées entre 1961 et 1969. L’impression d’ensemble que l’on a à l’écoute de ce disque est étonnamment positive et on peut se demander pourquoi la Motown n’a pas publié ces chansons en leur temps. Bien sûr, à côté de réussites comme Am I Asking Too Much, certaines comme Whistle While You Work sont plus faibles mais celles-ci sont minoritaires.
Fin août 2000 sort la compilation des Supremes la plus luxueuse simplement intitulée The Supremes. C'est un coffret de 4 CD (89 chansons : trois CD avec Ross et un sans elle) avec en plus sur 25 000 unités un cinquième CD de onze titres en public. Cette compilation a l'originalité d'être la première à présenter un vaste panorama du groupe de 1959 à 1976 sans s'arrêter ou commencer au départ de Ross comme toutes les compilations qui l'avaient précédée (sauf Anthology de 1995 avec 10 titres des Supremes sans Ross sur les 52). Elle est d'ailleurs intitulée The Supremes et non Diana Ross & the Supremes. Indépendamment des tubes, on y trouve des versions inédites. Une curiosité : début 2004 sort The #1’s avec quatorze chansons des Supremes, une des Supremes sans Ross, huit de Ross en solo et une version supplémentaire de You Keep Me Hangin’ On remixée par Almighty. Cette compilation se classe no 72 pop et no 63 R&B en 2004, ce qui n’est finalement pas si mal quarante ans après Where Did Our Love Go.
Au printemps 2008 sort Let the Music Play, Supremes Rarities dans la série « Lost and Found » de la Motown/Hip-O select. Avec 47 titres et un supplémentaire d’extraits promotionnels destinés aux radio, cette compilation est la plus riche de toutes avec des versions de chansons connues (une très bonne You Can’t Hurry Love, Back in My Arms Again, Someday We’ll Be Together) ou des inédits (une très bonne Autumn Leaves, Satisfaction, MacArthur Park). Le livret de 32 pages est très détaillé ; il recense aussi les inédits déjà publiés et donne une liste de chansons prétendument inédites des Supremes qu’elles n’ont en fait jamais enregistrées. Cette liste tord le cou à celle que Mary Wilson avait donnée dans des livres : des 120 chansons de la liste de Wilson, 80 sont ainsi éliminées. De la quarantaine restante sept sont sur la compilation Lost and Found et douze sont des Supremes sans Ross (donc non-comptabilisées sur la compilation Lost and Found qui est clairement une compilation de Diana Ross and The Supremes 1960-1969).
Il existe aussi des compilations générales de la Motown qui contiennent des chansons inédites des Supremes. Parfois ces dernières sont finalement intégrées à des disques des Supremes mais ce n’est pas une règle. En janvier 1979 sort le vinyle From the Vaults avec Take Me Where You Go. Une version différente de cette chanson sera disponible sur The Supremes en 2000 et une troisième sur Let the Music Play, Supremes Rarities en 2008. En février 1986 sort Never-Before-Released Masters from Today’s Brightest Stars – The 1960’s avec The Tears et Stay in My Lonely Arms des Supremes. On retrouvera The Tears sur Anthology de 2001. En 1986 toujours sort une compilation générale des chansons chantées dans d’autres langues que l’anglais. Appelée Motown Around the World, elle contient cinq chansons des Supremes : Moonlight and Kisses (en allemand), Thank You Darling, Thank You Baby (en allemand) / Johnny und Joe (Come See About Me en allemand) et L'amore verrà (You Can't Hurry Love en italien) / Se il filo spezzerai (You Keep Me Hangin’ On en italien).
Ces chansons sont trois 45 tours sortis durant l’été 1965 pour ceux en allemand et en 1967 pour celui en italien. Il manque cependant la face 2 de Moonlight and Kisses, Baby, baby wo ist unsere Liebe (Where Did Our Love Go en allemand). Ces chansons resteront inédites par la suite et ne seront que nommées dans The Supremes (2000). Sur The Ultimate Rarities Collection 1: Motown Sings Motown Treasures (1998), on a In My Lonely Room et Can I Get a Witness (une version différente pour cette dernière de celle parue sur The Nnever-Before-Released Masters). Enfin, sur Motown Celebrates Sinatra (1998), on a Strangers in the Night. À ceci s’ajoutent les chansons de Noël (voir le disque de Noël).
Les Supremes sans Ross ont aussi droit à des compilations. La première est sortie en vinyle en juillet 1978, sous le titre At Their Best. Elle contient dix titres qui sont dans l'ordre du disque : Stoned Love, I'm Gonna Let My Heart Do the Walking, Floy Joy, Nathan Jones, The Sha-La Bandit (inédit), Up the Ladder to the Roof, You're My Driving Wheel, Everybody's Got the Right to Love, Bad Weather et Love Train (inédit). Tous ces titres se retrouveront en 1991 sur The Supremes ('70s): Greatest Hits and Rare Classics, avec 12 autres supplémentaires ; cette compilation, prévue à l'origine en tant que double CD, existe finalement en trois versions différentes : CD nord-américain, CD européen et cassette nord-américaine (de 19 titres pour cette dernière) différant sensiblement dans le choix des chansons ou même des versions des chansons. La même année 1991, la Motown sort Best of The Supremes & Four Tops, qui compile 12 titres extraits des trois albums faits ensemble par les deux groupes (le CD contient plus de titres). Mais la compilation la plus complète des Supremes sans Ross est le double CD The ‘70s anthology (sorti en 2002).
Hip-O select a sorti fin 2006 This Is the Story, the ‘70s Albums, vol. 1, un triple CD qui compile les cinq premiers albums des Supremes avec Jean Terrell, treize chansons inédites qui auraient dû faire partie de l’album Promises Kept annulé et les chansons isolées May His Love Shine Forever, Bad Weather et Love Train. Le deuxième volume intitulé sort en 2011 ; il contient les trois derniers albums et 33 titres en plus (59 titres en tout). Les bonus sont des chansons inédites ou des mixages différents.

## Filmographie: films, série télé, show télévisés, vidéos
- 1965 : T.A.M.I. Show (concert de film)
- 1965 : Beach Ball
- 1968 : Tarzan (série télévisée), épisode The Convert :  Diana Ross, Mary Wilson et Cindy Birdsong respectivement dans les rôles des sœurs Therese, Martha  et Ann[19])
- 1968 : T.C.B. (revue musicale, avec The Temptations
- 1969 :  Diana Ross and The Supremes and The Temptations on Broadway (autre revue musicale filmée, toujours avec The Temptations
- 2006 : Reflections: The Definitive Performances (1964–1969)
- 2006 : Greatest Hits: Live in Amsterdam